# 71485 Brettman
71485 Brettman è un asteroide della fascia principale. Scoperto nel 2000, presenta un'orbita caratterizzata da un semiasse maggiore pari a 3,0508597 au e da un'eccentricità di 0,0802745, inclinata di 10,20766° rispetto all'eclittica.